# الوجه على أرضية البار (فلم 1914)
الوجه على أرضية البار (بالإنجليزية: The Face on the Bar Room Floor)، يعرف أيضا بأسم (تشارلي الرسام)، وهو فيلم كوميدي أمريكي صامت من عام 1914 بطولة تشارلي تشابلن تم إنتاجه في استوديوهات كيستون.

## القصة
الحبكة عبارة عن هجاء مشتق من قصيدة هيو أنطوان دارسي التي تحمل نفس العنوان. يغازل الرسام تشارلي "مادلين" لكنه يخسر أمام العميل الثري الذي يجلس ليرسم صورته. يرسم الفنان اليائس صورة الفتاة على أرضية الحانة ويواجه عقوبة وخيمة.

## طاقم التمثيل
- تشارلي تشابلن - الفنان/الصعلوك
- سيسيل أرنولد - مادلين
- فريتز شاد - شارب
- فيفيان إدواردز - موديل
- تشيستر كونكلين - شارب
- هاري مكوي - شارب
- هانك مان - شارب
- والاس ماكدونالد - شارب

## وصلات خارجية
- الوجه على أرضية البار على موقع IMDb (الإنجليزية)
- الوجه على أرضية البار على موقع روتن توميتوز (الإنجليزية)
- الوجه على أرضية البار على موقع أول موفي (الإنجليزية)
- الوجه على أرضية البار على موقع فيلمافينيتي (الإسبانية)
- الوجه على أرضية البار على موقع قاعدة بيانات الفيلم (الإنجليزية)
- الوجه على أرضية البار على موقع ليتربوكسد (الإنجليزية)
- الوجه على أرضية البار على موقع كينوبويسك (الروسية)
- الوجه على أرضية البار متوفر للتحميل المجاني على أرشيف الإنترنت